# Рахимжана Кошкарбаєва
Рахимжа́на Кошкарба́єва (каз. Рахымжан Қошқарбаев) — село у складі Цілиноградського району Акмолинської області Казахстану. Адміністративний центр сільського округу Рахимжана Кошкарбаєва.
Населення — 1706 осіб (2021; 1680 у 2009, 1564 у 1999, 1917 у 1989).
Національний склад станом на 1989 рік:
- німці — 78 %.

До 2006 року село називалося Романовка.